# Sohbet
Sohbet (turski iz arapskog, što znaći „razgovor”) je naziv za tradicionalne skupove koji su presudni u prijenosu turske narodne kulture, seoskih predstava, književnosti, plesova i glazbe, ali i društvenih vrijednosti poput pravde, tolerancije i poštovanja. Zbog toega je upisana na UNESCO-ov popis nematerijalne svjetske baštine u Europi 2010. godine.
Turski muškarci se redovito sastaju u zatvorenim prostorima, osobito u zimskim mjesecima, kako bi razgovarali o lokalnim društvenim i kulturnim pitanjima, očuvanju tradicije, te kako bi poticali solidarnost, uzajamno poštovanje i osjećaj zajedništva. Sastanci mogu uključivati glazbu, plesove i predstave, dok se uživaju i konzumiraju domaća jela. Tradicionalni sohbet susret može trajati do ranih jutarnjih sati. Sastanci su otvoreni za muškarce starije od 15 ili 16 godina, bez obzira na nacionalnost, vjeru ili status, uz osnovni uvjet da članovi potječu od poštene obitelji, da su pouzdani i poštuju svoje starije, te da se ne kockaju ili prikazuju javno pijanstvo. Članovi mogu biti kažnjeni novčanom kaznom za propuštanje sastanka, osim pod olakotnim okolnostima. Majke i žene potiču muške članove da prisustvuju sohbetima zbog povezanih društvenih i kulturnih prednosti. Zajednice obično čini pet do trideset osoba, a vode ih vođe koje imenuje zbor ili ih predlože starješine. Članovi zajednice imaju jednaka prava i obveze.

## Vanjske poveznice
- Traditional Sohbet meetings, video na youtube, 9:26 min (engl.)